# Brynjar Lia
Brynjar Lia (né le 14 juillet 1966) est un historien et professeur norvégien à l'Université d'Oslo. Il est considéré comme l'un des experts de la Norvège sur le sujet du terrorisme. Il est l'auteur d'une biographie de référence sur Abu Mus'ab al-Suri, idéologue et théoricien proche d'al-Qaïda, The architect of global jihad.